# 台東区立浅草小学校
台東区立浅草小学校（たいとうくりつ あさくさしょうがっこう）は、東京都台東区花川戸1丁目にある公立小学校。

## 沿革
出典
- 1873年（明治6年）5月24日 - 東京市浅草区北東仲町8番地に校舎新設し、第五中学区第二番区立小学並木学校として開校[2]。
- 1877年（明治10年）2月 - 浅草小学校と改称[2]。
- 1878年（明治12年）12月29日 - 現在地に移転[2]。
- 1897年（明治30年）5月 - 校歌制定（作詞：大和田建樹、作曲：小山作之助）。
- 1910年（明治43年）9月 - 東京市立浅草図書館が本校内に附設される。
- 1923年（大正12年）9月 - 1日12時頃に発生した関東大震災により校舎焼失、観音堂裏にて露天学校開設。
- 1925年（大正14年）11月 - 仮校舎増築。
- 1930年（昭和5年）4月28日 - 鉄筋コンクリート3階建て校舎落成。
- 1941年（昭和16年）4月1日 - 国民学校令により、東京市浅草国民学校と改称。
- 1943年（昭和18年）7月1日 - 東京市と東京府が合併した東京都発足（東京都制施行）により、東京都浅草国民学校と改称。[要出典]
- 1944年（昭和19年）8月 - 学童集団疎開（3年生以上の407名を宮城県作並温泉岩松旅館へ）。
- 1945年（昭和20年）3月10日 - 東京大空襲により、学区域灰塵に帰すも校舎焼失を免れる。総合教育所を本校に開設して学習を始める（浅草、富士、田原、千束、金竜の5校）。
- 1947年（昭和22年）4月1日 - 学制改革により、台東区立浅草小学校と改称。
- 1949年（昭和24年）7月 - 浅草小学校PTAを結成。
- 1953年（昭和28年）5月 - 新校歌制定（作詞：土岐善麿、作曲：当校教師の長妻完至）。講堂改築工事完成。
- 1973年（昭和48年）10月24日 - 創立100周年記念式典挙行。
- 1984年（昭和59年）1月20日 - 新校舎落成。音楽教育センター開校式挙行。
- 2023年（令和5年）1月 - 全教科人権尊重教育推進指定校となる[3]。

## 通学区域
東京都台東区教育委員会によって指定されている浅草小学校の通学区域は、以下の通り。
- 浅草一丁目（全域）
- 浅草二丁目（1番-12番、28番-35番）
- 花川戸一丁目（全域）
- 花川戸二丁目（全域）

## 進学先中学校
公立中学校に進学する場合は次の1校が東京都台東区教育委員会により指定されている。
- 台東区立浅草中学校

## アクセス
- 東武伊勢崎線（東武スカイツリーライン）浅草駅より、徒歩5分。
- 東京メトロ銀座線浅草駅より、徒歩6分。
- 都営地下鉄浅草線浅草駅より、徒歩10分。
- 首都圏新都市鉄道つくばエクスプレス線浅草駅より、徒歩15分。
- 都営バス
  - 「花川戸」バス停から、徒歩2分。
  - 「浅草松屋西」バス停から、徒歩5分。

## 周辺
- 花川戸公園
- 台東区民会館
- 花川戸郵便局
- 東武鉄道浅草駅
- 国道6号
- 隅田公園
- 隅田川
- 浅草寺
- 弁天堂
- 二天門

## 主な卒業生
- 倉橋惣三 - 幼児教育学者
- 土岐善麿 - 歌人・文学博士 / 当校新校歌作詞（1953年）
- 久保田万太郎 - 小説家・劇作家
- 田村俊子 - 小説家
- 沢村貞子 - 女優
- 岡田茂吉 - MOA美術館創設者
- 砂村光信 - 元ラグビー選手
- 浜口京子 - 元女子レスリング選手、アテネオリンピック・北京オリンピック女子レスリング銅メダリスト

## 関連文献
- 『浅草小学校開校五十年』浅草小学校開校五十年祝賀会〈国立国会図書館デジタルコレクション〉、1923年5月26日。NDLJP:918654。